# Erwein III von der Leyen
 (septembre 2022).
Si vous disposez d'ouvrages ou d'articles de référence ou si vous connaissez des sites web de qualité traitant du thème abordé ici, merci de compléter l'article en donnant les références utiles à sa vérifiabilité et en les liant à la section « Notes et références ».
Erwein III Otto Philipp Leopold Franz Joseph Ignatius Fürst von der Leyen und zu Hohengeroldseck, né le 31 août 1894 à Waal et mort le 13 février 1970 à Rome) est un prince allemand.

## Ascendance
Erwein III est le fils du prince Erwein II von der Leyen (1819-1938) et de son épouse  la princesse et comtesse de Salm-Reifferscheidt-Krautheim et Dyck (née le 17 avril 1867 à Herrschberg; † 4 avril 1944 à Waal) le 22 mai 1890 au château de Dyck.

## Biographie
En 1938, il devient prince de la Leyen et comte d'Hohengeroldseck.

## Descendance
N'ayant aucun enfant, son frère Ferdinand von der Leyen lui succède.